# Megaselia bistruncata
Megaselia bistruncata är en tvåvingeart som beskrevs av Schmitz 1936. Megaselia bistruncata ingår i släktet Megaselia och familjen puckelflugor. Inga underarter finns listade i Catalogue of Life.